# Гершеле Острополер
Гершеле Острополер (їдиш: הערשעלע אָסטראָפּאָלער; Гершеле Остропільський, тобто Герш, зменшувальне: Гершеле з Острополя; *1757, Остропіль — 1811, Меджибіж) — історична особа, єврей з Острополя, що уславився своїми витівками і влучними відповідями, ставши одним з головних героїв усної традиції, зокрема жартів і анекдотів східноєвропейських євреїв.

## Біографія
Гершеле Острополер народився у волинському містечку Острополі. За фахом він був шойхетом, тобто різником, що здійснює забій худоби та птиці згідно з ритуальними приписами, але нужденність зробила з нього мандрівника. Під час однієї з таких мандрівок його до свого двору як блазня-порадника узяв відомий цадик ребе Борух Тульчинський, відомий також як Борух Меджибізький (1750—1810), онук Баал Шем Това.
Народний балагур і дотепник, Острополер не тільки розважав цадика своїми веселими анекдотами, намагаючись позбавити його від меланхолії, але часом і засуджував за нестримність вдачі й напади безпричинного гніву. За переказами, за один із таких дотепів на адресу цадика хасиди скинули Острополера зі сходів і незабаром він помер, вочевидь, від завданих поранень.

## Острополер— персонаж
Гершеле Острополер ще за життя був дуже популярною особою, після смерті доволі швидко він став героєм численних історій, анекдотів і жартів євреїв Поділля та Волині, відтак обернувшись на одного з найпопулярніших персонажів фольклору східноєвропейських євреїв. У народних оповідках образ Гершеле Острополер є багатогранним, що зближує його з фольклорними жартівниками інших народів, в тому числі й найпопулярнішим міжнародним східним Ходжою Насреддіном: він і мудрець, і простак, правдошукач і дурисвіт, благочестивець і нечестивець у одній особі. Сюжетну основу переважної більшості народних оповідок про Гершеле Острополера становлять відносини жартівника та його покровителя цадика Боруха. Збірки оповідань і анекдотів про Острополера видані на їдиш, івриті, російською, німецькою, англійською та іншими мовами.
Величезна фольклорна популярність Гершеле Острополера спричинила той факт, що він як герой потрапив і у твори професійної культури. Фольклорна версія смерті Острополера та його «веселі» похорони відображені в оповіданні І. Мангера «Гершеле з Острополя». Життя і пригоди Острополера стали темою і для інших, переважно мовою їдиш письменників: Е. Ауербаха, М. Ліфшиця (1894—1940; його п'єса про Острополера була поставлена Віленської трупою на початку 1930-х рр.), І. Трунка, який присвятив йому роман «Дер фрейлехстер ід ін дер велт» («Найвеселіший єврей у світі», 1953). Ісаак Бабель у оповіданні «Шабос-нахаму» (1918) описав життя багатодітного, обтяженого побутом бідняка Гершеле Острополера.